# Apalonychus waterhousei
Apalonychus waterhousei là một loài bọ cánh cứng trong họ Hybosoridae. Loài này được Westwood miêu tả khoa học năm 1846.